# مورچه گیاه‌پارچ
مورچه گیاه‌پارچ، مورچه شناگر یا مورچه شیرجه‌زن Colobopsis schmitzi، مترادف Camponotus schmitzi، گونه‌ای از مورچه‌های بومی بورنئو است، که به دلیل عادت به شیرجه زدن در مایعات گوارشی میزبان گیاه خود، گیاه گیاه‌پارچ دودندان معمولاً با چنین نام‌هایی شناخته می‌شود. آنها بومی جزیره بورنئو هستند.

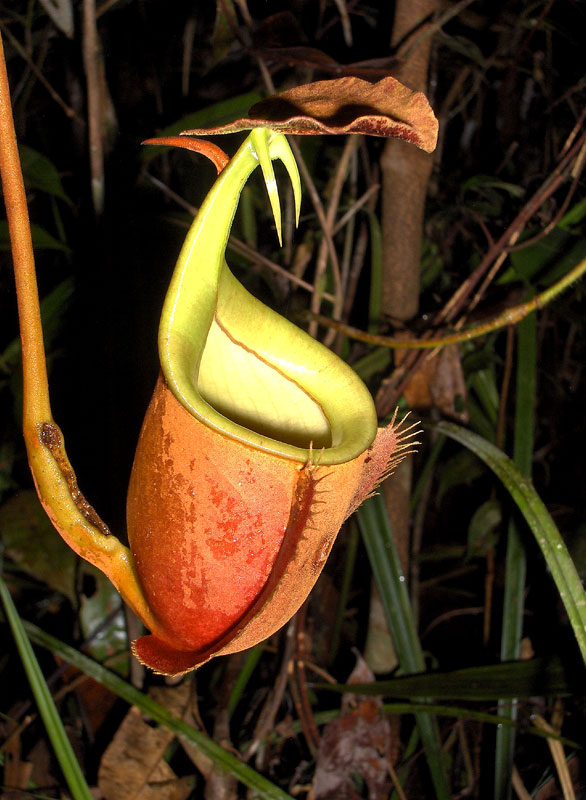
پارچ میانی Nepenthes bicalcarata با پیچک ورآمده کلنی‌شده توسط Colobopsis schmitzi. بافت اسکار قهوه‌ای ناشی از زخم است، نه از سوراخ کردن مورچه‌ها.